# 36th Street (lignes D, N et R du métro de New York)
Ne doit pas être confondu avec 36th Street (lignes M et R du métro de New York).
La station 36th Street est une station express sur la ligne BMT Fourth Avenue du métro de New York, située au niveau de la 36th Street et de la Fourth Avenue à Sunset Park, Brooklyn. Elle est desservie en permanence par les services D, N et R. Aux heures de pointe, plusieurs trains W et Q en direction nord desservent également la station. .

## Histoire
La station 36th Street a été construite dans le cadre de la Fourth Avenue Line, qui a été approuvée en 1905. La construction sur le segment de la ligne qui comprend 36th Street a commencé le 10 décembre 1909 et s'est achevée en octobre 1912. La station a ouvert le 22 juin 1915, dans le cadre de la portion initiale de la ligne BMT Fourth Avenue jusqu'à la 59th Street.
Le 12 avril 2022, aux heures de pointe, une personne a été aperçue en train de jeter un appareil dans la station, avant de tirer sur plusieurs personnes. Au moins quatre lignes de train ont été retardées dans les deux sens, et des photos de la scène montraient du sang et des passagers sur le sol de la gare.

## Services aux voyageurs

### Desserte

Installations et desserte
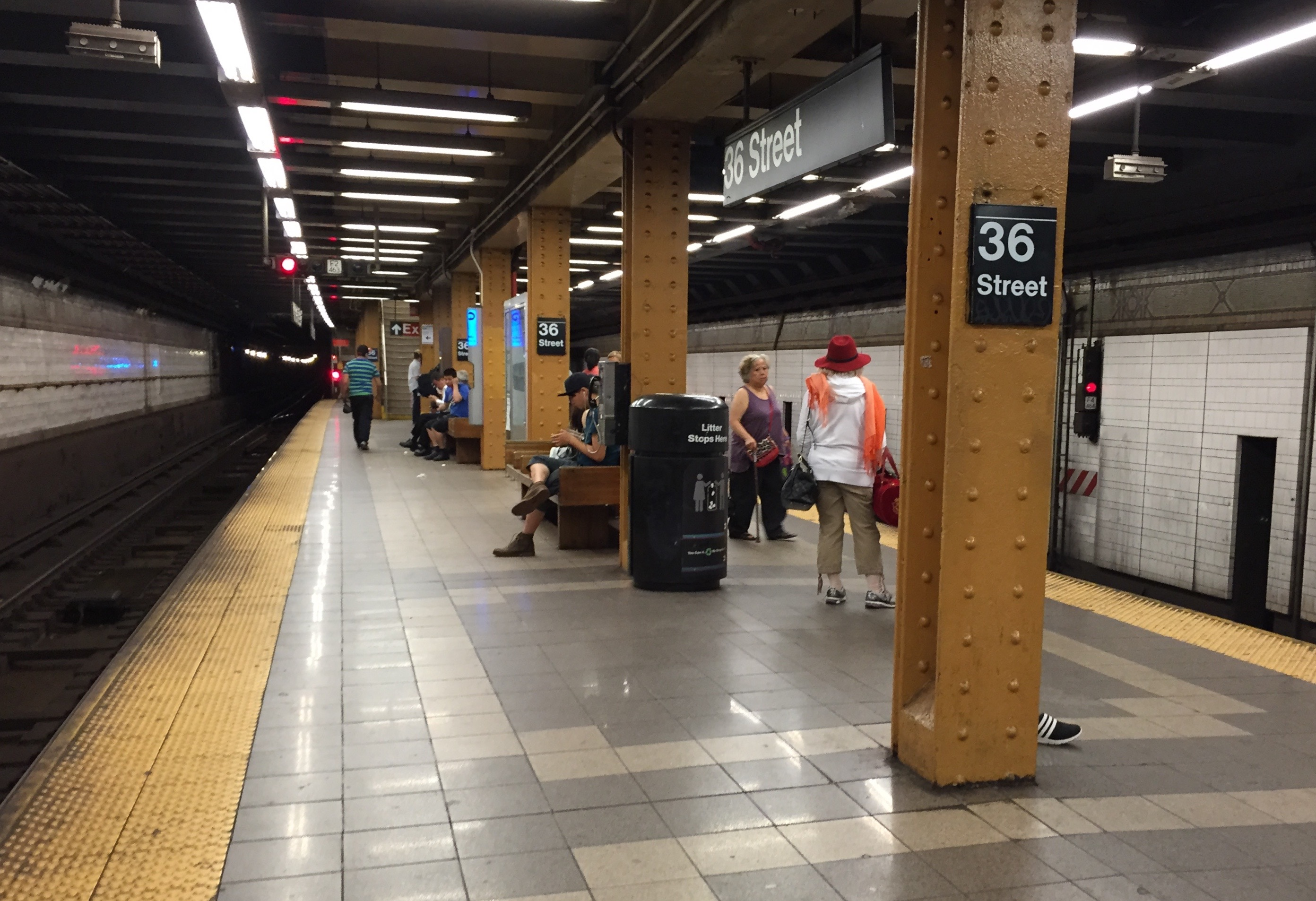
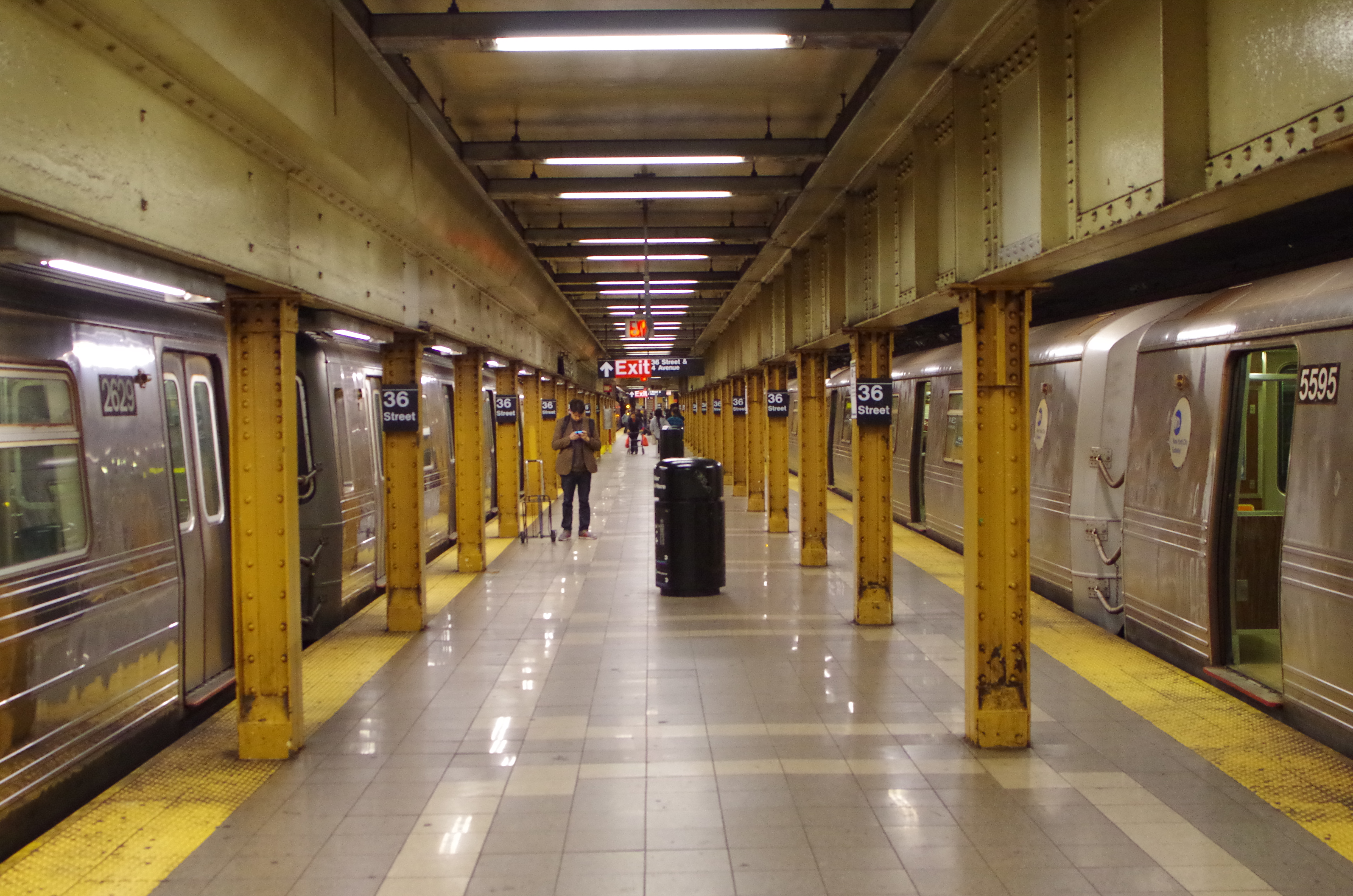
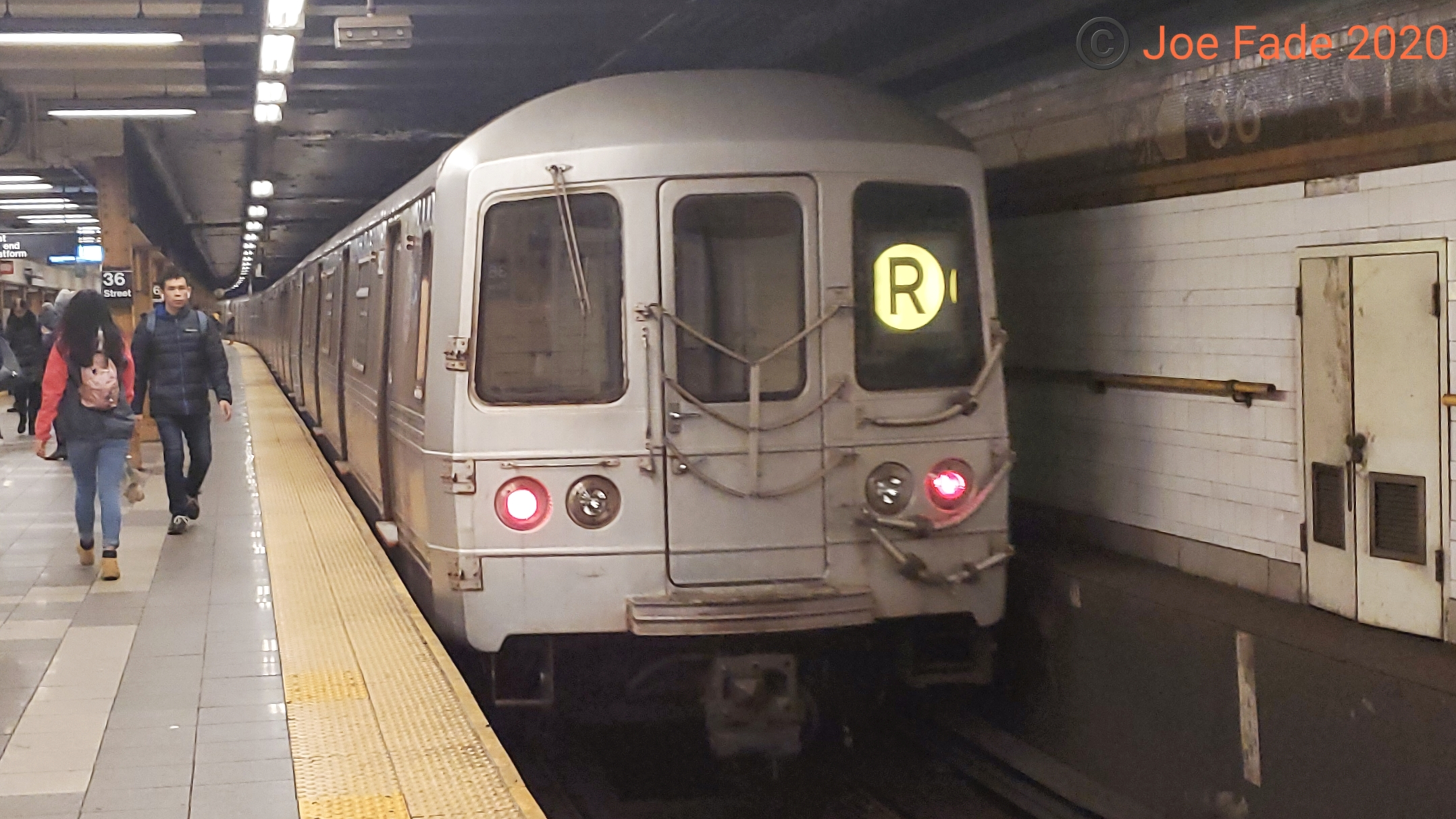